# Hell Freezes Over
Hell Freezes Over è il secondo album dal vivo del gruppo musicale rock Eagles, pubblicato nel 1994.

## Il disco
Il disco segna la reunion degli Eagles ed è il primo album a contenere materiale inedito dopo quindici anni, dai tempi di The Long Run (1979).
L'album, oltre ai vecchi successi del passato contiene quattro inediti registrati in studio, Get Over It, Love Will Keep Us Alive, The Girl from Yesterday e Learn to Be Still, estratti come singoli.
Le edizioni in formato CD e MC includono gli inediti nelle versioni registrate in studio, mentre nelle edizioni in formato  VHS e DVD  gli inediti sono eseguiti dal vivo.
Nel CD è inclusa una versione acustica di Hotel California musicata in versione live.
Il tour per promuovere l'album durò circa 2 anni e andò avanti dal 1994 fino al 1996; in seguito divenne uno dei concerti più seguiti nella storia della musica; inoltre il concerto venne trasmesso in diretta nel canale televisivo MTV.
Il CD di Hell Freezes Over ha venduto oltre 10 milioni di copie e ha raggiunto la prima posizione nella classifica di Billboard. Successivamente uscì nei formati VHS e DVD.
Il tour è stato uno dei primi video musicali ad essere rimasterizzato in formato DVD.
Hell Freezes Over è stato l'ultimo album registrato dagli Eagles con il chitarrista Don Felder, licenziato nel 2001.

## Tracce
1. Get Over It (versione studio) - 3:31 (Henley-Frey)
2. Love Will Keep Us Alive (versione studio) - 4:03
3. The Girl from Yesterday (versione studio) - 3:23
4. Learn to Be Still (versione studio) - 4:28 (Henley-Linch)
5. Tequila Sunrise - 3:28 (Henley-Frey)
6. Hotel California - 7:12 (Henley-Frey-Felder)
7. Wasted Time - 5:19 (Henley-Frey)
8. Pretty Maids All in a Row - 4:26
9. I Can't Tell You Why - 5:11 (Henley-Frey-Schmit)
10. New York Minute - 6:37
11. The Last Resort - 7:24 (Henley-Frey)
12. Take It Easy - 4:36
13. In the City 4:07
14. Life in the Fast Lane - 6:01 (Henley-Frey-Walsh)
15. Desperado - 4:17 (Henley-Frey)

## Singoli
1. Get Over It (18 ottobre 1994)
2. Love Will Keep Us Alive (novembre 1994)
3. The Girl from Yesterday (1995)
4. Learn to Be Still (1995)

## Versione DVD
È stata realizzata anche una versione in DVD più estesa rispetto a quella del normale CD che immortala il concerto del '94, includendo, oltre le canzoni presenti nel CD alcune canzoni da solista di Joe Walsh (Help Me Through The Night dall'album So What, 1974) e Don Henley (The Heart of the Matter e New York Minute dall'album The End of the Innocence, 1989), la storia e la nascita dell'album e alcuni bonus e inediti. Hell Freezes Over risulta essere il DVD più venduto nella storia della musica; questa è la tracklist del DVD:
1. Hotel California
2. Tequila Sunrise
3. Help Me Through The Night (Joe Walsh)
4. The Heart of the Matter (Don Henley)
5. Love Will Keep Us Alive
6. Learn To Be Still
7. Pretty Maids All In A Row
8. The Girl From Yesterday
9. Wasted Time
10. I Can't Tell You Why
11. New York Minute (Don Henley)
12. The Last Resort
13. Take It Easy
14. Life In The Fast Lane
15. In The City
16. Get Over It
17. Desperado
18. Seven Bridges Road (bonus track ascoltata solo in audio Digital Theater System)

## Formazione
- Don Felder - chitarre, voce, mandolino, pedal steel guitar
- Glenn Frey - chitarre, piano, voce, tastiere
- Don Henley - batteria, percussioni, voce
- Timothy B. Schmit - basso, voce
- Joe Walsh - chitarre, organo, voce

## Altri musicisti
- John Corey - tastiere, chitarre, voce
- Scott Crago - percussioni, batteria
- Timothy Drury - tastiere, voce
- Stan Lynch - percussioni
- Jay Oliver - tastiere
- Paulinho DaCosta - percussioni
- Gary Grimm - percussioni

## Curiosità
- Il titolo dell'album deriva da una battuta di Don Henley. Negli anni Ottanta, un giornalista gli chiese se gli Eagles avrebbero mai suonato di nuovo insieme; Henley rispose: "Gli Eagles suoneranno di nuovo insieme soltanto quando ghiaccerà l'inferno"; "Hell Freezes Over" in inglese significa "L'inferno si è ghiacciato".
- Nel finale del brano In The City in versione live, si può notare che la band prende in "prestito" uno strappo di apertura di Day Tripper, una canzone dei Beatles.